# ATP World Tour Finals 2012 – mužská čtyřhra
Obhájcem titulu v soutěži čtyřhry byla druhá nasazená bělorusko-kanadská dvojice Max Mirnyj a Daniel Nestor, která nepostoupila ze základní skupiny. Titul získal šestý nasazený španělský pár Marcel Granollers a Marc López, když ve finále přehrál indické turnajové pětky Maheshe Bhupathiho s Rohanem Bopannou po setech 7–5, 3–6, až v rozhodujícím supertiebreaku [10–3]. Turnaj probíhal od 5. do 12. listopadu 2012 v londýnské O2 Areně.

## Nasazené páry
1. Bob Bryan /  Mike Bryan (základní skupina)
2. Max Mirnyj /  Daniel Nestor (základní skupina)
3. Leander Paes /  Radek Štěpánek (semifinále)
4. Robert Lindstedt /  Horia Tecău (základní skupina)
5. Mahesh Bhupathi /  Rohan Bopanna (finále)
6. Marcel Granollers /  Marc López (vítězové)
7. Ajsám Kúreší /  Jean-Julien Rojer (základní skupina)
8. Jonathan Marray /  Frederik Nielsen (semifinále)

## Náhradníci
1. Colin Fleming /  Ross Hutchins (do turnaje nezasáhli)
2. Mariusz Fyrstenberg /  Marcin Matkowski (do turnaje nezasáhli)

## Soutěž
| Legenda                                                       |                                                                        |                                                   |
| - Q – kvalifikant - WC – divoká karta - LL – šťastný poražený | - Alt – náhradník - SE – zvláštní výjimka - PR/SR – žebříčková ochrana | - w/o – bez boje - r – skreč - d – diskvalifikace |

### Finálová fáze
|  | Semifinále | Semifinále                    | Semifinále                   | Semifinále | Semifinále |      |                                  | Finále                        | Finále | Finále | Finále | Finále |
|  |            |                               |                              |            |            |      |                                  |                               |        |        |        |        |
|  | 3          | Leander Paes Radek Štěpánek   | 6                            | 1          | [10]       |      |                                  |                               |        |        |        |        |
|  | 5          | Mahesh Bhupathi Rohan Bopanna | 4                            | 6          | [12]       |      |                                  |                               |        |        |        |        |
|  | 5          | Mahesh Bhupathi Rohan Bopanna | 4                            | 6          | [12]       |      | 5                                | Mahesh Bhupathi Rohan Bopanna | 5      | 6      | [3]    |        |
|  |            |                               |                              |            |            |      | 5                                | Mahesh Bhupathi Rohan Bopanna | 5      | 6      | [3]    |        |
|  |            | 6                             | Marcel Granollers Marc López | 7          | 3          | [10] |                                  |                               |        |        |        |        |
|  | 8          | 6                             | Marcel Granollers Marc López | 7          | 3          | [10] | Jonathan Marray Frederik Nielsen | 4                             | 3      |        |        |        |
|  | 8          |                               |                              |            |            |      | Jonathan Marray Frederik Nielsen | 4                             | 3      |        |        |        |
|  | 6          | Marcel Granollers Marc López  | 6                            | 6          |            |      |                                  |                               |        |        |        |        |

### Skupina A
|    |                                | Bryan                 | Paes Štěpánek         | Granollers López | Kúreší Rojer | Zápasy V/P | Sety V/P     | Hry V/P        | Pořadí |
| 1. | Bob Bryan Mike Bryan           |                       | 4–6, 7–6(8–6), [7–10] | 5–7, 7–5, [9–11] | 7–5, 6–4     | 1–2        | 4–4 (50,0 %) | 36–35 (50,7 %) | 3.     |
| 3. | Leander Paes Radek Štěpánek    | 6–4, 6–7(6–8), [10–7] |                       | 7–5, 6–4         | 6–4, 7–5     | 3–0        | 6–1 (85,7 %) | 39–29 (57,3 %) | 1.     |
| 6. | Marcel Granollers Marc López   | 7–5, 5–7, [11–9]      | 5–7, 4–6              |                  | 6–4, 6–2     | 2–1        | 4–3 (57,1 %) | 34–31 (52,3 %) | 2.     |
| 7. | Ajsám Kúreší Jean-Julien Rojer | 5–7, 4–6              | 4–6, 5–7              | 4–6, 2–6         |              | 0–3        | 0–6 (0 %)    | 24–38 (38,7 %) | 4.     |

Pořadí je určeno na základě následujících kritérií: 1) počet vyhraných utkání; 2) počet odehraných utkání; 3) vzájemný poměr utkání u dvou párů se stejným počtem výher; 4) procento vyhraných setů, procento vyhraných her u třech párů se stejným počtem výher; 5) rozhodnutí řídící komise.
- V/P – výhry / prohry

### Skupina B
|    |                                  | Mirnyj Nestor      | Lindstedt Tecău    | Bhupathi Bopanna   | Marray Nielsen     | Zápasy V/P | Sety V/P     | Hry V/P        | Pořadí |
| 2. | Max Mirnyj Daniel Nestor         |                    | 4–6, 7–61, [12–10] | 65–7, 7–65, [5–10] | 63–7, 6–4, [10–12] | 1–2        | 4–5 (44,4 %) | 37–38 (49,3 %) | 3.     |
| 4. | Robert Lindstedt Horia Tecău     | 6–4, 61–7, [10–12] |                    | 3–6, 7–5, [5–10]   | 6–3, 7–5           | 1–2        | 4–4 (50,0 %) | 35–32 (52,2 %) | 4.     |
| 5. | Mahesh Bhupathi Rohan Bopanna    | 7–65, 65–7, [10–5] | 6–3, 5–7, [10–5]   |                    | 4–6, 7–61, [10–12] | 2–1        | 5–4 (55,6 %) | 37–36 (50,7 %) | 2.     |
| 8. | Jonathan Marray Frederik Nielsen | 7–63, 4–6, [12–10] | 3–6, 5–7           | 6–4, 61–7, [12–10] |                    | 2–1        | 4–4 (50,0 %) | 33–36 (47,8 %) | 1.     |

Pořadí je určeno na základě následujících kritérií: 1) počet vyhraných utkání; 2) počet odehraných utkání; 3) vzájemný poměr utkání u dvou párů se stejným počtem výher; 4) procento vyhraných setů, procento vyhraných her u třech párů se stejným počtem výher; 5) rozhodnutí řídící komise.
- V/P – výhry / prohry